# North Scarle
Pour l’article homonyme, voir South Scarle.
North Scarle est une paroisse civile et un village du Lincolnshire, en Angleterre.